# Ramón Muñoz González y Bernaldo de Quirós
Ramón Muñoz González y Bernaldo de Quirós (La Pola Siero, 1 d'agost de 1917 - Madrid, 18 de gener de 2011) fou un magistrat i polític asturià, alcalde, procurador a Corts i governador civil durant el franquisme.
Llicenciat en dret, milità a Falange Española des de 1933 i tractà personalment amb José Antonio Primo de Rivera. Va lluitar a la guerra civil espanyola com a alferes provisional de Regulares. El 1943 ingressà en la carrera judicial i fou destinat a Sarria fins 1945, quan fou destinat com a jutge a Valdés. Va ser alcalde de Valdés entre 1952 i 1968, i entre 1961 i 19678 procurador a Corts. Durant aquest temps també fou vicepresident de la Diputació Provincial d'Oviedo i magistrat de l'Audiència Provincial de Madrid. Esdevingué un expert en legislació contenciosa-administrativa.
El setembre de 1968 fou nomenat governador Civil de Girona, però deixaria el càrrec el novembre de 1969 quan fou designat governador Civil de Sevilla, càrrec que va ocupar fins a setembre de 1972. En 1983 fou escollit president de la Real Sociedad Económica Matritense de Amigos del País, càrrec que va ocupar fins a la seva mort el 18 de gener de 2011. També fou president del Casino de Madrid de juliol de 2004 a desembre de 2006.